# 果肉
果肉（かにく）とは、被子植物の果実のうち、漿果や核果など動物に摂取されて種子散布を行うものの中で、多肉質で糖分や脂肪等の栄養素や水分を蓄積し、種子散布に与る動物を誘引する機能を持ち、動物の食物となる部分を指す。また特に人間の生活において、野菜や果物として食用になる栽培植物の果実の、多肉多汁の食用部分を指す。

## 概要
果肉となる部分はモモやメロンのように果皮の中層、つまり中果皮に由来するもの、柑橘類のように果皮の内面に密生した毛に由来するもの、スイカやバナナのように胚珠を生じる胎座に由来するもの、リンゴやナシ、オランダイチゴのように花托に由来するもの（偽果）、ライチーのように珠柄から発達した仮種皮に由来するものと様々である。

## 色
- 赤肉系（赤・橙色系の色） - スイカ・メロン・ドラゴンフルーツ・ザクロ・ブルーベリー
- 黄肉系（黄色系の色）- スイカ・湘南ゴールド
- 青肉系（緑色系の色）- メロン・マクワウリ
- 白肉系（白・クリーム色系の色） - ウリ・メロン・リンゴ・ドラゴンフルーツ・ブルーベリー・マクワウリ